# Maria Olivia da Silva
Maria Olívia da Silva, prétendument née à Itapetininga au Brésil, ou à Varsovie en Pologne, le 28 février 1880 (date incertaine), décédée à Astorga dans l'État du Paraná au Brésil le 8 juillet 2010), était une femme au foyer brésilienne qui prétendait être née le 28 février 1880 et donc décédée à 130 ans et 130 jours, ce qui ferait d'elle la personne la plus âgée de l'histoire. Sa longévité a été reconnue par RankBrasil, mais non par le Livre Guinness des records.

## Biographie
Se prétendant née à Varsovie, en Pologne, Maria Olívia da Silva vivait, au moment de son décès, dans le quartier d'Içara à Astorga, dans le nord du Paraná. Arrivée au Brésil à l'âge de trois ans, son nom d'origine est inconnu. Une autre hypothèse sur son lieu de naissance place ce dernier à Itapetininga, dans la région de São Paulo au Brésil.
Dona Maria Olívia da Silva a eu dix enfants naturels et en a adopté quatre autres, mais le nombre de ses petits-enfants, arrière-petits-enfants et arrière-arrière-petits-enfants est indéterminé. On estime qu'il y en aurait environ 400, selon Aparecido Honório Silva, 59 ans, adopté bébé. Il est l'un des trois enfants encore en vie sur ses 14 enfants.
Elle est décédée dans sa ville natale, Astorga, dans l'État du Paraná, en début de soirée le 8 juillet 2010.

## Controverse sur son âge
L'âge d'Olívia da Silva pourrait ne jamais être déterminé en raison du manque de documents fiables. Selon deux interprétations différentes de deux de ses enfants, son âge en 2007 se situait entre 92 et 104 ans, ce qui donnerait une date de naissance approximative entre 1903 et 1915. Ainsi, Dona Olívia n'était peut-être même pas centenaire à son décès en 2010.
Bien qu'il n'existe aucun document attestant de sa naissance, l'année officielle de naissance de Dona Maria Olívia est 1880, selon son état civil brésilien et sa pièce d'identité, tous deux délivrés dans les années 1970. Dona Maria Olívia aurait alors eu plus de 90 ans.
Le 9 juin 2009, elle aurait égalé le précédent record détenu par Maria do Carmo Gerônimo, également sans preuve documentaire, censée ainsi devenir la personne ayant vécu le plus longtemps au Brésil au cours des dix dernières années.
Le 28 février 2010, elle aurait fêté ses 130 ans. Atteindre ce cap a atteint la limite de la plausibilité, selon les experts en gérontologie.